# 부유식 원유생산 저장 하역 설비

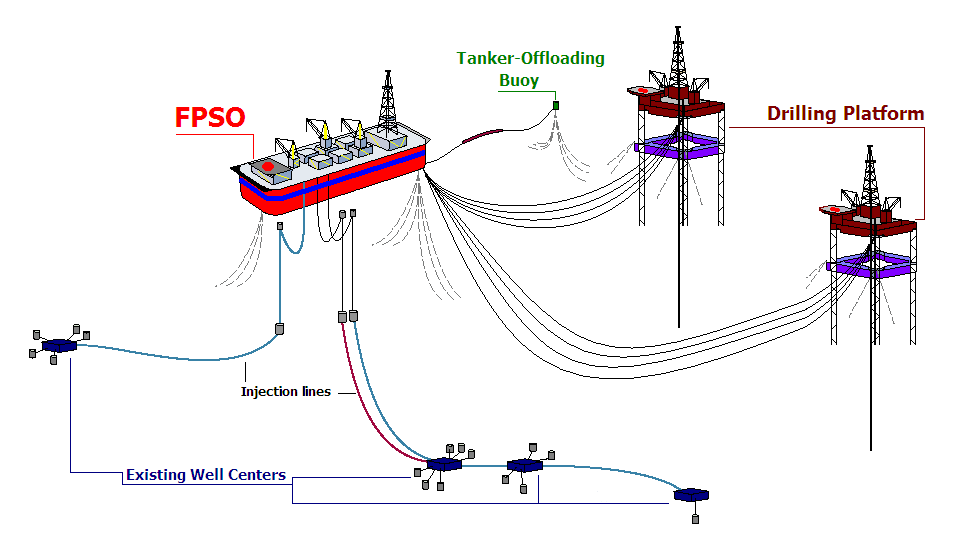
부유식 원유생산 저장 하역 설비(FPSO)의 모식도. FPSO 선체와 유전간의 직접 연결 및 하역 설비와, 시추기 등과의 연결을 확인할 수 있다.

부유식 원유생산 저장 하역 설비 또는 FPSO는 바다 위에 떠있는 채로 원유 및 가스를 시추 및 처리하고, 생산물을 저장할 수 있는 설비 등을 갖춘 석유 플랫폼 내지는 그러한 설비를 갖춘 선박을 가리킨다.
자체적으로 시추한 원유를 가공 처리하기도 하지만, 인근 시추 설비 등의 원유를 받아 처리하기도 한다. 이후 처리한 생산물을 저장해두었다가 유조선이나 파이프 설비로 내보낼 수 있다. 일반적인 FPSO는 엔진이 없어 예인선으로 설비를 끌어 이동하는데, 일부 자력 항해가 가능한 경우(자항추진 FPSO)도 있다.
파도가 강하거나, 극지방과 같이 유빙이 출몰하는 지역에서는 설비 운용이 어렵기 때문에, 온난한 지역 등 제한된 수역에서 사용하며, 관련 성능을 선박 설계나 동적 위치제어(Dynamic positioning) 기술, 터렛 계류 장치(Turret Mooring systems) 등으로 보완하기도 한다.
FPSO 설비의 가격은 한화 수 조원에 이르는 고가이나, 단순 시추 설비와 달리 설치가 쉽고, 별도로 파이프라인 등의 기반 시설(인프라)를 구축할 필요가 없다는 점 등에서 연안 지역에서 선호된다.

## FSO
부유식 저장하역설비(FSO, Floating Storage and Offloading) 선박은 FPSO와 달리 원유 처리 설비가 없다. FSO는 채굴한 원유를 저장하기 위한 설비 및 유조선 등에 하역하기 위한 설비만을 갖춘 선박을 가리킨다.

## 같이 보기
- 석유 산업
- 조선 (산업)
- 선박접두어